# DRM (banda)
Dream (ドリーム Dō Rī Mu?) es una banda musical de J-Pop que actualmente consiste en 3 chicas. Pertenecen al sello LDH forman parte de la famosa unidad E-girls. Originalmente como un trío, debutaron el año 2000 bajo el nombre de dream, pero en el 2002, tras la salida del grupo de una de sus miembros Mai Matsumuro, se incluyeron 6 nuevas integrantes bajo una nueva audición.

## Historia

### El inicio: avex dream 2000
En mayo de 1999, la compañía discográfica avex organiza un concurso de canto llamado "avex dream 2000", cuya finalidad era la de buscar jóvenes talentos para convertirlos en estrellas. El premio sería un contrato discográfico de 1 año con avex, lo cual hizo que más de 120,000 aspirantes de todas las provincias de Japón se presentaran a las audiciones del concurso, luchando por esta gran oportunidad.
De ese gran grupo, sólo quedaron 24 postulantes, entre los que se encontraban Mai Matsumuro, con 16 años, Kana Tachibana y Yu Hasebe, ambas con 13 años; además de otros participantes como Kumi Kōda, Noriko Sakai, Miki Fujimoto y Haruna Hamada, desconocidos en ese entonces, quienes pusieron su mejor empeño en el concurso definitivo.
Finalmente se dieron a conocer los resultados: Koda Kumi ganó el segundo lugar. Sin embargo, debido a los grandes talentos que se encontraban en la competencia, el premio definitivo fue otorgado a 3 concursantes, con esta decisión, avex recluta a Matsumuro, Tachibana y Hasebe y les ofrece la oportunidad de unirse en un trío, y comenzar una carrera como "dream", el proyecto de banda que el sello tenía desde hace algún tiempo en mente. Las tres adolescentes aceptaron la propuesta, y se pusieron a trabajar al poco tiempo en los estudios para crear música. Cabe señalar que el primer tema que ya se tenía preparado para ellas fue "access to love", puesto que el día del concurso, la cantaron en solitario con una letra compuesta por cada una para la pista mencionada.

### 2000 a 2002: Generación 3-nin
El 1 de enero del 2000 dream lanza al mercado su primer sencillo, "Movin' on", tema con influencias de eurobeat, donde también se incluyó la versión definitiva de "access to love", el tema que interpretaron en el "avex dream 2000". Este sencillo alcanzó el Top 15 de Oricon y el grupo fue considerado como una de las grandes revelaciones de ese año, comparándolo con grupos similares tales como SPEED y MAX. Con el tiempo fueron consolidándose dentro de la industria musical japonesa, llevando a sus siguientes sencillos "Heart Of Wave", "Private wars" y "reality" a ubicarse dentro de los 10 primeros en el ranking japonés y ser grandes éxitos.
El 20 de septiembre de 2000, junto al equipo de "SUPER EUROBEAT", lanzan su quinto sencillo "Night of Fire", un cover de un conocido tema de eurobeat al cual Mai Matsumuro le compone la letra en japonés (el tema original era cantado en inglés). También SUPER EUROBEAT lanza un álbum conceptual llamado "EURO 'dream' land", con versiones en eurobeat/dance de todas sus canciones desde "Movin' on" además de algunos covers de eurobeat cantados en japonés tales como "JEALOUSY" o "DO YOU WANNA DANCE?".
El 29 de noviembre de 2000 sale su sexto sencillo "My Will", una balada escrita por Mai Matsumuro, la cual fue utilizada como tema de cierre (ending) en la popular serie de anime llamada Inuyasha. Alcanza el puesto N.º 6 en el top ranking de Oricon y se convierte en un éxito masivo -su sencillo con mejores ventas hasta el día de hoy-, y las catapulta al éxito internacional entre fanáticos de dicho anime.
El 28 de febrero de 2001, junto con su séptimo sencillo "Believe in you", sale al mercado "Dear...", el primer álbum del grupo. A diferencia del éxito de versiones anteriores, "Believe in you" no alcanzó el Top 15 de Oricon(# 36 en el ranking), muy probablemente debido al hecho de que el álbum obtuvo más ventas y por el hecho de que ambos fueron lanzados el mismo día (inclusive "Believe in you" estaba incluido en el álbum). "Dear..." recopila todos los temas lanzados en los 7 sencillos, la mayoría compuestas por Mai Matsumuro, e incluye los primeros temas compuestos por Kana Tachibana (FREE AS THE WIND) y Yu Hasebe (Kimi To Ita Sora).
El 11 de mayo de 2001, dream realiza su primera presentación en vivo en el Shibuya-AX. Junto a una banda, las chicas interpretan muchas de las canciones que las han hecho conocidas y también cantaron en primicia lo que sería su siguiente sencillo: "solve", el que salió al mercado el 23 de mayo de 2001. Luego le siguieron "Our Time", cuyo videoclip fue grabado en Hawái y "STAY ~now I'm here".
El 28 de noviembre de 2001 "Get Over", su 11.er sencillo, fue utilizado como tema de entrada del anime Hikaru no Go, repitiendo un éxito similar a "My Will".
El 2002 se convertiría en un año decisivo para Mai, Yu y Kana. Iniciaron el año con "Yourself", su 12.º. sencillo el 1 de enero. El 14 de febrero lanzarían su segundo álbum "Process", considerado como uno de los mejores álbumes del grupo. A diferencia de "Dear...", los temas compuestos por Kana (New Days), Yu (Precious Heart) y Mai (「NeverMore」) fueron grabados y luego interpretados como temas en solitario por cada una de ellas.
"Process" además de ser un álbum exitoso, también se convierte en el último para la Generación 3-nin. Un cambio radical sufre la banda en junio del 2002, cuando Mai Matsumuro anuncia su retiro del grupo para poder concentrarse en terminar sus estudios secundarios, universitarios y posteriormente realizar una carrera musical en solitario.
El 10 de junio de 2002 sale al mercado el 13.º. sencillo "SINCERELY ~ever dream~", donde Mai compone sus 2 últimos temas para el grupo: "SINCERELY ~ever dream~" (una versión especial de su predecesora 'SINCERELY', y que fue incluida como tercer ending de Hikaru no Go) y "Message"; ambas con letras alusivas a sus sentimientos respecto a su retiro ("yume wo kanaeru tame ni gisei ni natta mono": para hacer mi sueño realidad, debí hacer algunos sacrificios), el cariño que tendrá siempre hacia sus compañeras ("itsunohi demo watashi no koe wo, namida sae mo uketomete kureru yo ne": y siempre escucharas mi voz y calmare todas tus tristezas) y al deseo de que sigan adelante con el grupo ("bokutachi no monogatari wa zutto tsuzuiteku ": nuestra historia siempre seguirá adelante).
La graduación de Mai y el último concierto de la Generación 3-nin se realizó en el dream live 2002 'Process', el 23 de junio de 2002 en el Shibuya-AX. También se hace notar que es la última vez en la que cantan junto a la banda, convirtiéndose en una de las presentaciones más emotivas del grupo.
Finalmente, el 26 de junio avex lanza "eternal dream", un doble álbum recopilatorio en el que los 14 temas para el primer disco fueron seleccionados por los fanes mediante una encuesta en línea. El segundo disco contenía un Non-Stop Megamix con varias de las versiones en remix que estaban incluidos en los sencillos.

### 2002 a 2004: Generación 8-nin
Luego de la salida de Mai Matsumuro, el futuro del grupo quedaba a la deriva. Es aquí donde avex se decide reformular el concepto del grupo para no perder el talento musical que representaban Yu y Kana, por eso durante todo el año 2002 se realizan nuevas audiciones con la finalidad de buscar una nueva voz.
Finalmente, el resultado no fue la integración de una, sino de 6 nuevas jóvenes. Fue así que Risa Ai, Erie Abe, Aya Takamoto, Ami Nakashima, Shizuka Nishida y Sayaka Yamamoto, todas ellas entre los 14 y 15 años de edad, forman la nueva "Generación 8-nin", junto con Kana y Yu. Inevitablemente, las comparaciones del nuevo grupo con las Morning Musume no se hicieron esperar.
Además el liderazgo del grupo que estuvo en manos de Mai hasta el año 2002, pasa a manos de Kana Tachibana, (quien lideró durante una consolidada
Fue también en ese momento en el que se le asigna a cada una su ID Number y Color de la siguiente forma:
dream 02: Risa Ai - Rosado 

dream 03: Erie Abe - Celeste 

dream 04: Aya Takamoto - Naranja 

dream 05: Ami Nakashima - Amarillo 

dream 06: Shizuka Nishida - Azul 

dream 07: Kana Tachibana - Rojo 

dream 08: Yu Hasebe - Morado 

dream 09: Sayaka Yamamoto - Blanco
El ID 01 fue asignado para Mai Matsumuro, como un recuerdo y señal de gratitud por parte de todo el grupo.
Al igual que el ID number y su color representativo, se crea un símbolo que representa a dream como unidad, siendo este un heart/peace, que aparece por primera vez en el video I love dream word.
El grupo estuvo compuesto de 8 integrantes hasta el 2004, cuando Risa Ai decide abandonar el grupo, quedando dream con un número de 7 integrantes.

### 2004 a 2008: Generación 7-nin
La banda continúa creando música, al mismo tiempo que en el 2005 Sayaka Yamamoto inicia su carrera en solitario bajo la producción de Dai Nagao. Este año también se inicia el "TEAM dream", equipo de fútbol de salón conformado por las mismas integrantes del grupo musical, aparte de otras idols y personajes públicos del entretenimiento japonés, participando en el Sphere League de Japón, en donde sumaron varios triunfos.
Durante el año de 2006 ofrecen varias interpretaciones en vivo de sus más vendidos temas bajo el nombre de "Dream Party 2006" & "Dream X'mas Party 2006", vendidos en formato DVD.
El 10 de marzo de 2007, tienen su concierto de primavera "dream live 2007 Spring", el cual nunca salió a la venta en DVD.
El grupo estuvo parcialmente inactivo durante varios meses, y tras varios rumores acerca de una posible separación, la banda cambia oficialmente su nombre al de DRM en el mes de julio, también cambian su símbolo representativo, esto se hizo oficial en su último concierto como dream llamado "THE COUNTDOWN ～Respect dream～" que tuvo lugar el 25 de junio de 2007.
Junto a este cambio se suma nuevo trabajo discográfico titulado "DRM", y un PV titulado "Amai Dokuyaku".
Después de esto el grupo estuvo parcialmente inactivo, a excepción de algunas presentaciones en GIRL'S BOX, o su participación en "Delicious Gakuen Musical 5" junto a otros artistas, donde se hizo notorio el hecho de que Yu Hasebe, no estuvo junto a DRM en este musical.
El año 2008 inicia con el anuncio de que sacarían 4 Digital Sencillos, el día 7 de los primeros 4 meses del año, titulados: "Touchy Touchy", "Electric", "Tasty" y "To You". A pesar de esto el grupo sigue inactivo durante varios meses.

### 2008: Generación 6-nin
El 22 de julio de 2008, Yu Hasebe, una de las integrantes de la generación 3nin, anuncia su retiro de DRM, para enfocarse en su carrera como actriz, quedando el grupo con un número total de 6 integrantes.
El mismo día, Avex Trax, sello disquero del grupo, anuncia el cierre de su club de fanes oficial "Live Your Dreams", al igual de que el nuevo nombre de la agrupación sería "Dream".
Y allí no cesan los cambios, pues el grupo igualmente anuncia el cambio de agencia promotora siendo esta actualmente LDH (Love Dream Happiness), su nuevo sellos discográfico estaría bajo "rhytym zone" y el 1 de agosto estaría disponible la nueva página web del grupo.
Además de esto, se suma el cierre de los blogs oficiales de Kana Tachibana, Aya Takamoto, y Ami Nakashima. Y las viejas páginas de dream/DRM con avex, son cerradas y redireccionadas hacia la nueva web del grupo con LDH, quedando las páginas de la generación 3nin, 7nin y DRM en el olvido, para dar paso a esta nueva generación.
En el año 2010 Kana Tachibana anunció que abandonaría oficialmente Dream para dar paso a su carrera como solista bajo el sello de LDH, sin embargo para el año de 2011 participó en conjunto con el cantante Yu Shirota en su álbum UNO Con la canción "obstinancy" y actualmente (2015) saca a la venta su primer sencillo en solitario bajo el nombre de "HIKARI" vendido por medio de la plataforma virtual Apple iTunes.

### 2011: Generación 5-nin
Este año surgen varios cambios para las integrantes de ahora llamado "Dream", debido a que su gira de conciertos gratuitos y autopromoción de volantes elaborados por ellas mismas, presentaciones e invitaciones a varios eventos televisivos de gran importancia, no lograron llamar la atención para construir un fanbase sólido, Hiro de EXILE decide crear un unidad Japonesa que sería la versión femenina de EXILE es decir E-girls perpetuando una alianza; que da paso al proyecto de E-Girls Show! que sería la respuesta a la infravaloración de grupos como el dúo Love, la agrupación Happinnes y Dream, no obstante como iniciativa se hicieron pequeños eventos alrededor de Japón con grandes éxitos de cada agrupación; sin más el grupo Love LDH fue despedido al igual que Kana Tachibana cuyos blogs en ameba bajo la LDH fueron cerrados.
Poco después para sustituir a love y que el proyecto no quedara en vacío se integró al grupo Flower que se componía de 4 (cuatro) Integrantes quienes eran exclusivamente performers/bailarinas profesionales, con aquella unidad de chicas de distintas edades se continuaron realizando eventos en nombre del antes llamado E-Girls SHOW!. Para formalizar este proyecto que poco a poco se fue tomando a Japón, Hiro, LDH y EXILE deciden abrir "Vocal Battle Audition for Girls 3" para buscar bailarinas y cantantes con potenciales impresionantes que pasaran a ser parte de E-girls, se decidió aumentar el número de chicas para la agrupación Flower quedando así compuesto por 9 (nueve) integrantes y el predebut de la agrupación Bunny con 11 (once) integrantes, finalmente se formalizo el llamado proyecto para dar paso a las conocidas E-girls que en diciembre de ese mismo año sacarían a la venta su primer sencillo Celebration! con una canción de Dream incluida en él (Dreaming Girls). Para entonces las actividades de cada grupo por separado se someterían únicamente a las actividades como unidad, dando más importancia al Debut de la unidad de Exile Girls (versión femenina de Exile).

### 2012 - 2013 Generación 4-nin
En marzo de 2012 la integrante de Dream Sayaka Yamamoto decide abandonar la agrupación para seguir su camino como actriz bajo el sello de Tristone.inc. Posteriormente en el año 2013 Dream Saca a la venta su álbum "Only you"; este álbum consigna el trabajo realizado bajo el número de 4 integrantes en el que se observa gran participación de cada una de las miembros que a comparación de otras generaciones no tenían suficiente participación. Actualmente el 4 nin está compuesto por: Erie abe, Aya Takamoto, Ami Nakashima y Shizuka Nishida. Para finales de 2013 Hiro de EXILE Nombra a Aya de Dream como Líder de E-Girls, Erie se convierte en la líder de performance, Shizuka en Líder de canto y Ami pasa a ser la actual líder de Dream.

### 2014 - presente Generación 4-nin
El 5 de noviembre de 2014 Dream vuelve con una temática veraniega con su sencillo "Darling/ダーリン", que duró varias semanas en el ranking de oricon en la posición #3 y que además es su PV más visto en YouTube (con 3 millones de visitas).
Para el 11 de febrero de 2015 Dream saca a la venta su nuevo sencillo "こんなにも/Konnanimo", que logra catapultarse hasta la posición #4 de Oricon, cuya temática corresponde a la de san valentín.

## Integrantes

### 3 nin (1999 - 2002)
- Yu Hasebe (長谷部優 Hasebe Yu?) (17 de enero de 1986)
- Kana Tachibana (橘佳奈 Tachibana Kana?) (20 de octubre de 1985)
- Mai Matsumuro|松室麻衣|Matsumuro Mai| (10 de junio de 1983) (Graduada el 7 de julio del 2002)

8 nin (2002 - 2004)
- Risa Ai (阿井莉沙 Ai Risa?) (10 de septiembre de 1987) (Graduada el 28 de marzo del 2004)
- Erie Abe (阿部絵里恵 Abe Erie?) (3 de septiembre de 1987)
- Aya Takamoto (高本彩?) (16 de julio de 1987)
- Ami Nakashima (中島麻未?) (11 de mayo de 1988)
- Shizuka Nishida (西田静香?) (6 de marzo de 1988)
- Kana Tachibana (橘佳奈 Tachibana Kana?) (20 de octubre de 1985)
- Yu Hasebe (長谷部優 Hasebe Yu?) (17 de enero de 1986)
- Sayaka Yamamoto (山本紗也加 Yamamoto Sayaka?) (19 de septiembre de 1987)

### 7 nin (2004 - 2008)
- Erie Abe (阿部絵里恵 Abe Erie?) (3 de septiembre de 1987)
- Aya Takamoto (高本彩?) (16 de julio de 1987)
- Ami Nakashima (中島麻未?) (11 de mayo de 1988)
- Shizuka Nishida (西田静香?) (6 de marzo de 1988)
- Kana Tachibana (橘佳奈 Tachibana Kana?) (20 de octubre de 1985)
- Yu Hasebe (長谷部優 Hasebe Yu?) (17 de enero de 1986) (anuncio su salida el 22 de julio del 2008)
- Sayaka Yamamoto (山本紗也加 Yamamoto Sayaka?) (19 de septiembre de 1987)

### 6 nin (2009 - 2011)
- Erie Abe (阿部絵里恵 Abe Erie?) (3 de septiembre de 1987)
- Aya Takamoto (高本彩?) (16 de julio de 1987)
- Ami Nakashima (中島麻未?) (11 de mayo de 1988)
- Shizuka Nishida (西田静香?) (6 de marzo de 1988)
- Kana Tachibana (橘佳奈 Tachibana Kana?) (20 de octubre de 1985) (Se fue del grupo en febrero de 2011)
- Sayaka Yamamoto (山本紗也加 Yamamoto Sayaka?) (19 de septiembre de 1987)

### 5 nin (2011 - 2012)
- Erie Abe (阿部絵里恵 Abe Erie?) (3 de septiembre de 1987)
- Aya Takamoto (高本彩?) (16 de julio de 1987)
- Ami Nakashima (中島麻未?) (11 de mayo de 1988)
- Shizuka Nishida (西田静香?) (6 de marzo de 1988)
- Sayaka Yamamoto (山本紗也加 Yamamoto Sayaka?) (19 de septiembre de 1987)

### 4 nin (Actualmente)
- Erie Abe (阿部絵里恵 Abe Erie?) (3 de septiembre de 1987)
- Aya Takamoto (高本彩?) (16 de julio de 1987)
- Ami Nakashima (中島麻未?) (11 de mayo de 1988)
- Shizuka Nishida (西田静香?) (6 de marzo de 1988)

## Discografía

### Sencillos
1. Movin' on (2000/01/01)
2. Heart on Wave / Breakin' out (2000/03/08)
3. Private wars (2000/05/03)
4. reality (2000/08/09)
5. SUPER EUROBEAT presents NIGHT OF FIRE (2000/09/20)
6. My Will (2000/11/29)
7. Believe in you (2001/02/28)
8. solve (2001/05/23)
9. Our Time (2001/08/08)
10. STAY～now I'm here～ (2001/10/31)
11. Get Over (2001/11/28)
12. Yourself (2002/01/01)
13. SINCERELY ～ever dream～
14. MUSIC IS MY THING (2003/02/13)
15. I ♥ Dream world (I ♥ ドリーム world?) (2003/09/10)
16. Identity -prologue- (2004/02/25)
17. PURE (2004/8/4)
18. Love Generation (2004/08/11)
19. Soyokaze no Shirabe (そよ風の調べ?) / STORY (2005/03/02)
20. Perfect Girls (2009/09/09)
21. Breakout(01/03/2010)
22. My Way〜ULala〜(18/08/2010)
23. Ev'rybody Alright!(06/10/2010)
24. Dreaming Girls (2011.12.21) (Como B-side del primer sencillo de E-Girls, Celebration!)
25. Only You (2013.05.29)
26. ダ―リン「darling」 (2014.11.05)
27. こんなにも「konna ni mo」 (2015.02.11)

Hasta la fecha hay dos canciones que fueron incluidas en el concierto Dream Live Tour 2010 ～Road to Dream～, pero no han sido incluidas en ningún sencillo hasta la fecha:
1. Lady soldier
2. I WISH YOU ~Egao no Loop~ (笑顔のループ)

### Sencillos digitales
1. Touchy Touchy (DRM) [2008.01.07]
2. Electric (DRM) [2008.02.07]
3. Tasty (DRM) [2008.03.07]
4. to you (DRM) [2008.04.07]
5. Dreaming Girls [2011.12.21]
6. To you... (Dream) (Sencillo que fue utilizado para la película de acción real de Detective Conan)
7. Only You [2013.05.08]
8. MY DAY, ONE WAY [2013.05.15]
9. Wanna Wanna Go! [2013.10.09]
10. ダーリン (Darling) [2014.10.22]
11. こんなにも (Konna ni mo) [2015.01.07]

### Álbumes
1. SUPER EUROBEAT presents EURO dream land (2000/09/20)
2. Dear… (2001/02/28)
3. Process (2002/02/14)
4. eternal dream (2002/06/26)
5. dream world (2003/02/26)
6. ID (2004/03/10)
7. 777 ～Best of dreams～ (2004/09/29)
8. dream meets Best Hits avex (2004/12/08)
9. 777 ～another side story～ (2005/03/02)
10. Natsuiro (ナツイロ?)　(2005/07/27)
11. Boy meets Girl (2005/12/21)

### DVD
- DAYDREAM (2001/03/07)
- Believe in you (2001/04/04)
- dream LIVE 2001 (2001/08/08)
- solve (2001/10/31)
- Our Time (2001/10/31)
- STAY～now I'm here～ (2001/11/28)
- Get Over (2002/02/14)
- DAYDREAM 2 (2002/03/20)
- Yourself (2002/03/13)
- dream CLIP SELECTION (2002/12/11)
- dream live 2002"Process" (2002/12/26)
- dream party (2003/03/19)
- dream live 2003 ～dream world～ (2003/08/06)
- I Love Dream World (2003/12/10)
- ID (2004/05/26)
- dream party 2 (2004/09/29)
- dream Christmas Party 2004 (2005/03/09)
- dream party 2006 (2006/06/14)

### VHS
- Heart on Wave (2000/04/19)
- Private wars (2000/06/07)
- reality (2000/09/20)
- DAYDREAM (2001/03/07)
- Believe in you (2001/04/04)
- dream LIVE 2001 (2001/08/08)
- solve (2001/10/31)
- Our Time (2001/10/31)
- STAY～now I'm here～ (2001/11/28)
- Get Over (2002/02/14)
- DAYDREAM 2 (2002/03/20)
- Yourself (2002/03/13)